# Staatsminister für die Bekämpfung des Geburtenrückgangs und für Geschlechtergleichstellung
Als Staatsminister für die Bekämpfung des Geburtenrückgangs und für Geschlechtergleichstellung werden in diesem Artikel zwei bestehende und zwei ehemalige Ministerämter für Geschlechtergleichstellung und die Bekämpfung des Geburtenrückgangs in Japan zusammengefasst. Alle vier sind bzw. waren naikaku-fu tokumei tantō daijin (jap. 内閣府特命担当大臣), dt. etwa „Minister beim Kabinettsbüro für besondere Aufgaben“, und damit Staatsminister (kokumu daijin).
Bei der Restrukturierung der Zentralregierung im Jahr 2001, die im umgebildeten zweiten Kabinett von Yoshirō Mori wirksam wurde, wurde ein „Minister für besondere Aufgaben“ eingerichtet, der für die „Förderung der Geschlechtergleichstellung“ (男女共同参画, danjo kyōdō sankaku) verantwortlich war. Das Amt und die Nachfolgepositionen sind mitverantwortlich für die danjo kyōdō sankaku kaigi (男女共同参画会議), die „Konferenz für Förderung der Geschlechtergleichstellung“, der aber der Chef des Kabinettssekretariats vorsitzt.
2003 wurde ein weiterer „Minister beim Kabinettsbüro für besondere Aufgaben“ mit Zuständigkeit für „Jugenderziehung und Geburtenrückgang“ (青少年育成及び少子化, seishōnen ikusei oyobi shōshika) geschaffen. Die Aufgabe wurde 2005 mit der Geschlechtergleichstellung zu einem „Minister für besondere Aufgaben“ zusammengelegt, dessen Zuständigkeitsbereich dann nur noch shōshika, danjo kyōdō sankaku (少子化・男女共同参画, „Geburtenrückgang, Förderung der Geschlechtergleichstellung“) hieß. 2007 wurden die beiden Aufgaben wieder auf zwei Minister beim Kabinettsbüro verteilt, einem für shōshika taisaku (少子化対策, „Maßnahmen gegen den Geburtenrückgang“) und einem für danjo kyōdō sankaku. Beide Ministerpositionen werden weiterhin meist von demselben Minister, typischerweise einer Frau, also einer Ministerin, besetzt.

## Etablierung als Querschnittsaufgabe
Die politischen Zuständigkeiten wurden (ohne festes Budget beim Kabinettsbüro) bereits vorher explizit vergeben: Die Minister-Aufgabe Gleichstellung erschien erstmals ab 5. April 2000 im Kabinett Mori I unter dem Chefkabinettssekretär und in personeller Einheit dem Leiter der Behörde für die Entwicklung Okinawas. Die Minister-Aufgabe Bekämpfung des Geburtenrückgangs erschien erstmals ab 19. November 2003 im Kabinett Koizumi II unter der Vorsitzenden der Nationalen Kommission für Öffentliche Sicherheit in personeller Einheit mit Staatsministerin für die Erziehung der Jugend und Lebensmittelsicherheit. Die beiden Aufgaben blieben noch über mehrere Kabinetts-Phasen separat, wechselten aber in ihrer Zuordnung, z. B. im Kabinett Koizumi III waren die Geburten dem Justizministerin als Zuständigkeit für die Erziehung der Jugend und die Bekämpfung des Geburtenrückgangs untergeordnet während die Gleichstellung beim Chefkabinettssekretär in Einheit als Staatsminister für Geschlechtergleichstellung lag.

## Liste zur Besetzung des Ministeramts
| Antritt                                               | Kabinett        | Minister           | Kammer  | Fraktion | Faktion(en) | weitere Ministerbereiche | zusätzliche Verantwortungsbereiche                                                                                    |
| ----------------------------------------------------- | --------------- | ------------------ | ------- | -------- | ----------- | --- | --- |
| 31. Oktober 2005                                      | Koizumi III (U) | Kuniko Inoguchi ♀  | Shūgiin | LDP      | -           | - | - |
| 26. September 2006                                    | Abe I           | Sanae Takaichi ♀   | Shūgiin | LDP      | Machimura   | Angelegenheiten von Okinawa und der Nördlichen Territorien, Wissenschafts- und Technologiepolitik, Innovation, Lebensmittelsicherheit | - |
| 27. August 2007                                       | Abe I (U)       | Yōko Kamikawa ♀    | Shūgiin | LDP      | Koga        | - | - |
| 26. September 2007                                    | Y. Fukuda       | Yōko Kamikawa ♀    | Shūgiin | LDP      | Koga        | - | - |
| 2. August 2008                                        | Y. Fukuda (U)   | Kyōko Nakayama ♀   | Sangiin | LDP      | Machimura   | Entführungsfrage | - |
| 24. September 2008                                    | Aso             | Yūko Obuchi ♀      | Shūgiin | LDP      | Tsushima    | - | - |
| 16. September 2009                                    | Y. Hatoyama     | Mizuho Fukushima ♀ | Sangiin | SDP      | -           | Verbraucherschutz und Nahrungsmittelsicherheit                                                                                        | - |
| 28. Mai 2010                                          | Y. Hatoyama     | Hirofumi Hirano ♂  | Shūgiin | DPJ      | Hatoyama    | Verbraucherschutz und Nahrungsmittelsicherheit                                                                                        | - |
| 8. Juni 2010                                          | Kan             | Kōichirō Gemba ♂   | Shūgiin | DPJ      | Maehara     | - | Reform des Beamtentums                                                                                                |
| 17. September 2010                                    | Kan (U1)        | Tomiko Okazaki ♀   | Sangiin | DPJ      | Yokomichi   | Verbraucher und Lebensmittelsicherheit                                                                                                | Vorsitzende der Nationalen Kommission für Öffentliche Sicherheit                                                      |
| 14. Januar 2011 (ab 30. August 2011 geschäftsführend) | Kan (U2)        | Kaoru Yosano ♂     | Shugiin | →DPJ     | –           | Wirtschafts- und Finanzpolitik | zuständig für „integrierte bzw. grundlegende Sozialversicherungs- und Steuerreform“ (shakai hosho, zei ittai kaikaku) |
| 2. September 2011                                     | Noda            | Renhō (Murata) ♀   | Sangiin | DPJ      | Noda        | „Erneuerung der Verwaltung“ (gyōsei sasshin)                                                                                          | Reform des Beamtentums                                                                                                |